# 蘇循
苏循（？—922年），唐朝至五代十国后梁、后唐官员。
苏循父亲苏特，担任陈州刺史。咸通年间，苏循登进士第，为人巧佞，阿谀廉耻，惟利是趋。唐昭宗时，官至礼部尚书。梁王朱全忠弑昭宗，立唐哀帝，唐朝旧臣有的俯首畏祸，有的离职不仕，苏循依附梁王以求任用。梁兵攻杨行密大败，朱全忠急于禅代，想要向唐朝赐他九锡，群臣不敢提出其议，只有苏循倡言：“梁王功德，天命所归，宜即受禅。”次年，朱全忠即位为梁太祖，苏循为册礼副使。梁太祖在玄德殿摆酒宴，对群臣自称德薄不足以当天命，都是诸公推戴之力。唐朝旧臣杨涉、张文蔚等人惭愧俯伏不能回答，只有苏循与张祎、薛贻矩盛赞大梁皇帝功德，才能顺天应人。敬翔非常讨厌苏循和他儿子蘇楷，对梁太祖说：“梁朝新建，应该任用正直之士以厚风俗，苏循父子、高贻休、萧闻礼无行，不可立于新朝。”于是父子都勒令归田里，到河中依附朱友谦。朱友谦叛梁降晋，晋王李存勖将即帝位，求还在世的唐臣故臣，以备百官名额，朱友谦派遣苏循至魏州。当时后梁未灭，张承业等人不愿意让晋王即位。苏循至魏州，望见州府厅堂即下拜，说是“拜殿”。入见时，称臣蹈舞呼万岁，晋王非常高兴。次日又献“画日笔”三十支，晋王更加高兴，以苏循为节度副使。第二年，苏循因吃蜜雪，得伤寒病卒。唐庄宗即位，同光二年，赠左仆射。